# Trichoplites etesias
Trichoplites etesias là một loài bướm đêm trong họ Geometridae.